# Hovea

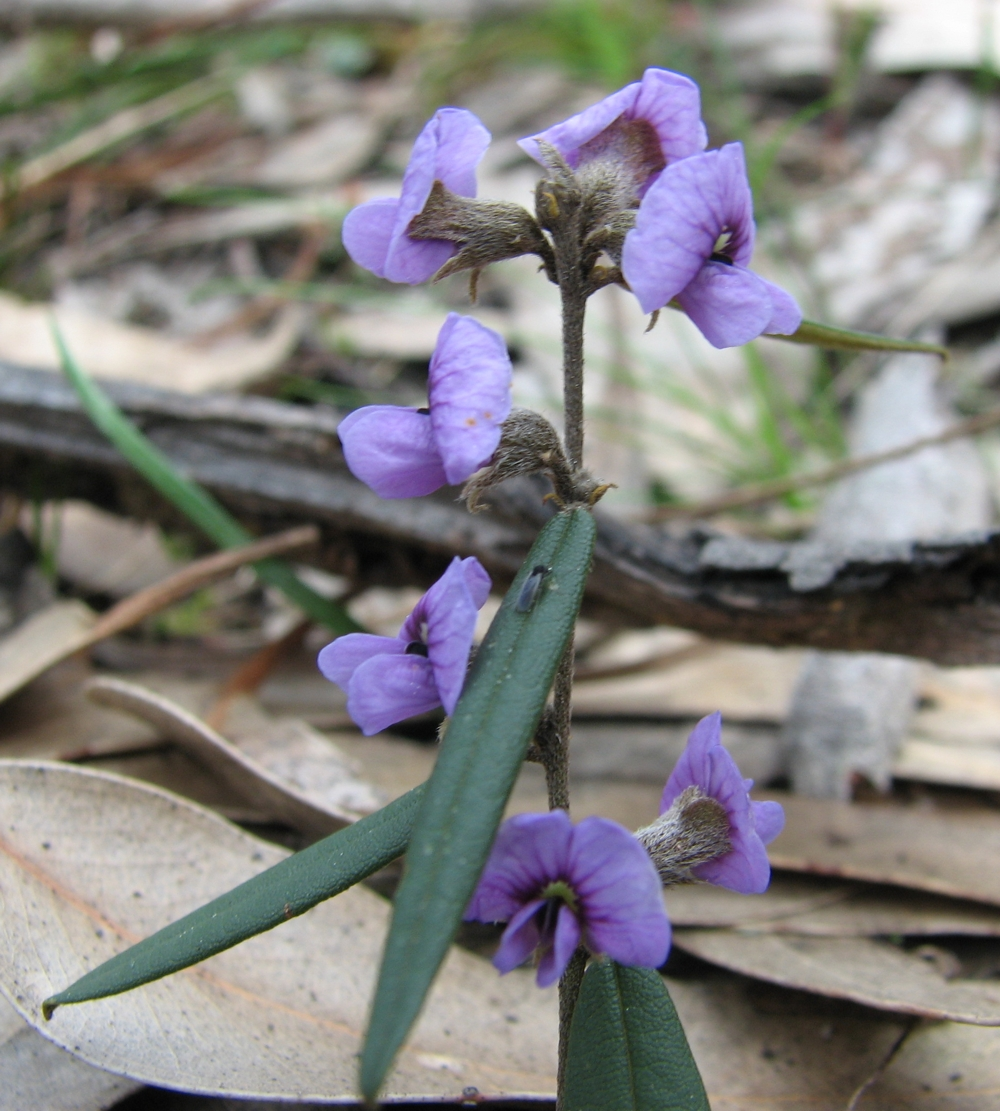
Hovea linearis

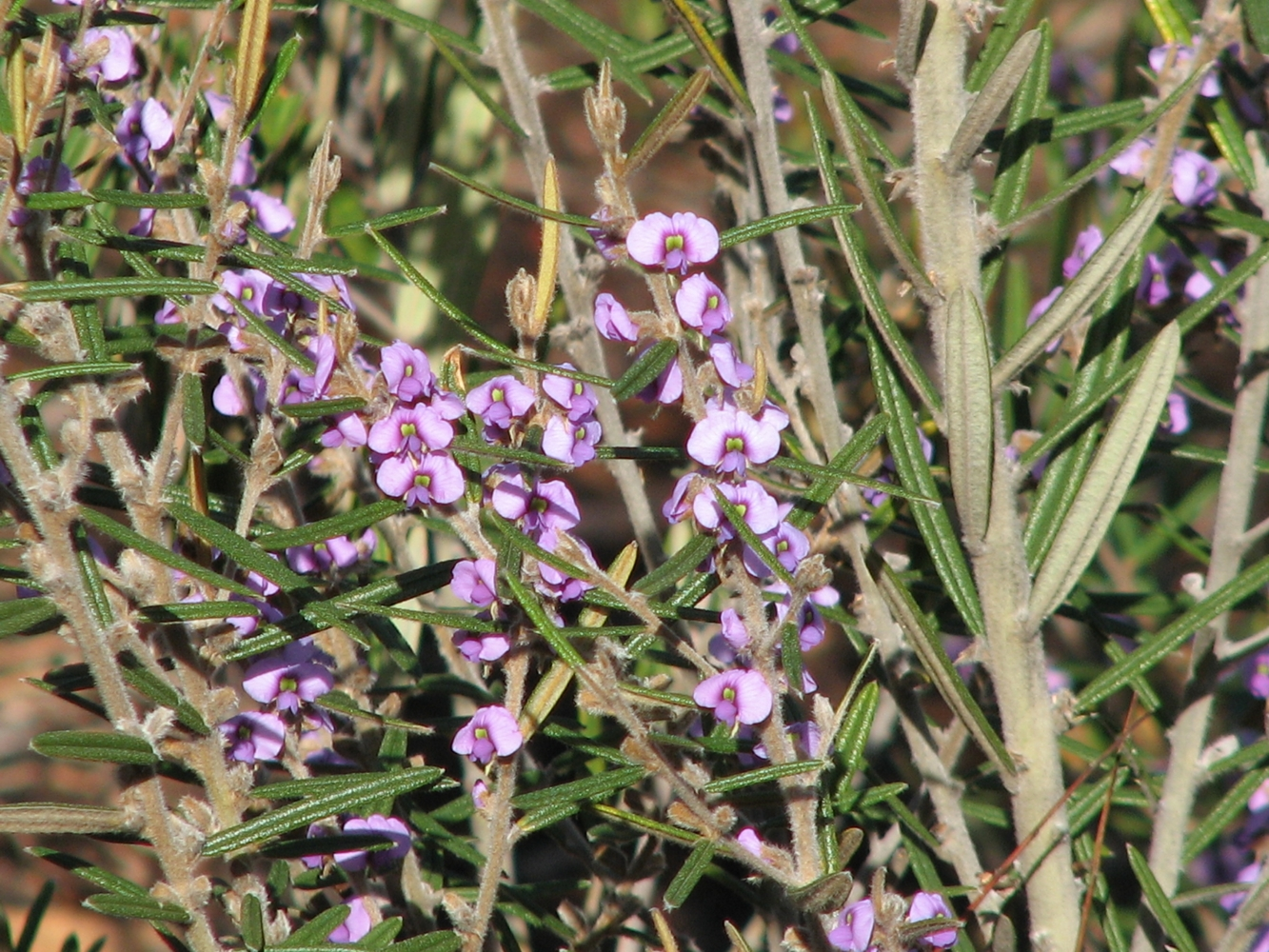
Hovea pannosa

Hovea es un género de arbustos perennifolios perteneciente a la familia de las leguminosas. Es endémico de  Australia. Especies de este género son ocasionalmente cultivadas como plantas ornamentales. Comprende 51 especies descritas y de estas, solo 38 aceptadas.

## Taxonomía
El género fue descrito por Robert Brown y publicado en Hortus Kewensis; or, a Catalogue of the Plants Cultivated in the Royal Botanic Garden at Kew. London (2nd ed.) 4: 275. 1812.
Etimología
El género fue nombrado en honor de Anton Pantaleon Hove, un recolector polaco.

## Especies
Especies incluidas:
- Hovea acanthoclada (Turcz.) F.Muell.[4]
- Hovea acutifolia A.Cunn. ex G.Don  - Northern Hovea[5]
- Hovea angustissima I.Thomps.
- Hovea apiculata A.Cunn. ex G.Don
- Hovea arnhemica J.H.Ross
- Hovea asperifolia I.Thomps.
- Hovea beckeri F.Muell.
- Hovea chorizemifolia DC.
- Hovea clavata I.Thomps.
- Hovea corrickiae J.H.Ross
- Hovea cymbiformis I.Thomps.
- Hovea densivellosa I.Thomps.
- Hovea elliptica (Sm.) DC.
- Hovea graniticola I.Thomps.
- Hovea heterophylla A.Cunn. ex Hook.f.
- Hovea impressinerva I.Thomps.
- Hovea lanceolata Sims
- Hovea linearis (Sm.) R.Br.[6]
- Hovea longifolia R.Br.[7][8]
- Hovea longipes Benth.
- Hovea lorata I.Thomps.
- Hovea magnibracteaI.Thomps.
- Hovea montana (Hook.f.) J.H.Ross
- Hovea nana I.Thomps. & J.H.Ross
- Hovea nitida I.Thomps.
- Hovea pannosa A.Cunn. ex Hook.f.
- Hovea parvicalyx I.Thomps.
- Hovea pedunculata I.Thomps. & J.H.Ross
- Hovea planifolia (Domin) J.H.Ross
- Hovea pungens Benth.
- Hovea purpurea Sweet
- Hovea ramulosa A.Cunn. ex Lindl.
- Hovea rosmarinifolia A.Cunn.
- Hovea similis I.Thomps.
- Hovea speciosa I.Thomps.
- Hovea stricta Meisn.
- Hovea tholiformis I.Thomps.
- Hovea trisperma Benth.